# 푸에르토리코 올림픽 위원회
푸에르토리코 올림픽 위원회(스페인어: Comité Olímpico de Puerto Rico)는 푸에르토리코의 국가 올림픽 위원회이다. IOC 코드는 PUR이다. 본부는 산후안에 있으며 범아메리카 스포츠 기구에 소속되어 있다.
1948년에 설립되었으며 같은 해에 국제 올림픽 위원회의 승인을 받았다. 올림픽, 팬아메리칸 게임, 중앙아메리카·카리브해 경기 대회를 비롯한 국제 스포츠 대회에 참가하는 푸에르토리코의 선수들을 대표한다.

## 같이 보기
- 올림픽 푸에르토리코 선수단